# ふくえ (掃海艇)
ふくえ（ローマ字：JDS Fukue, MSC-645、MST-476、MCL-721）は、海上自衛隊の掃海艇。たかみ型掃海艇の16番艇。艇名は福江島に由来する。旧海軍択捉型海防艦「福江」に次いで日本の艦艇としては2代目。

## 艦歴
「ふくえ」は、第4次防衛力整備計画に基づく昭和49年度計画掃海艇345号艇として、日本鋼管鶴見造船所で1975年6月24日に起工され、1976年7月12日に進水、1976年11月18日に就役し、同日付で第2掃海隊群隷下に新編された第47掃海隊に「おうみ」、「かつら」とともに編入された。定係港は大湊。
1982年3月27日、第47掃海隊が、大湊地方隊函館基地隊に編入。
1993年2月9日、掃海母艇に種別変更され、船籍番号がMST-476に変更。呉地方隊第101掃海隊に編入され、定係港が呉に転籍。
1997年5月1日、第101掃海隊が廃止となり、第1掃海隊群直轄艇となる。
1998年3月23日、掃海管制艇に種別変更され、船籍番号がMCL-721に変更。第1掃海隊群隷下に第101掃海隊が再編され同隊に編入。
1999年5月13日、除籍。